# Usine Fiat Powertrain Technologies de Garchizy
L'usine Fiat Powertrain Technologies de Garchizy, dans la Nièvre à dix kilomètres au nord-ouest de Nevers, s'occupe de rénovation mécanique, pour l'ensemble des moteurs Diesel et transmissions du groupe Fiat.

## Un site multi-produits
Les ateliers sont situés entre Fourchambault et Garchizy, le long de la ligne Paris - Clermont-Ferrand. L'affectation industrielle des lieux démarre en 1907. Ce seront ensuite divers propriétaires :
- l'avionneur Farman pendant dix ans, de 1939 à 1949. Cela dans un contexte de Seconde Guerre mondiale, et la collaboration économique avec l'occupant qui en a découlé. En 1944, est formée la Société nationale des constructions aéronautiques du Centre (SNCAC)[1] ;
- en 1950, arrivée des Ateliers de construction de motocycles et d'automobiles (ACMA), pour fabriquer des scooters Vespa. Une activité automobile est rapidement adjointe avec la Vespa 400, censée concurrencer la Fiat 500[1]. Elle échoue dans cet objectif, ce qui entraîne l'arrêt de la production en 1962. C'est durant cette décennie que l'effectif maximal de personnel est atteint, soit près de trois mille ouvriers[1] ;
- Simca, via sa branche poids lourd Unic, prend la suite dès 1963. Garchizy assemble ainsi des camions militaires puis, en 1969, des tracteurs sous la marque Someca, en fait des machines Fiat rebadgées[1]. En 1975, a lieu le regroupement officiel, Unic-Fiat S.A. puis, dans la foulée, Unic-Iveco. Les ateliers continuent à se diversifier, puisqu'une ligne de carrosserie cars voit le jour en 1983, opérationnelle jusque 1992[1].

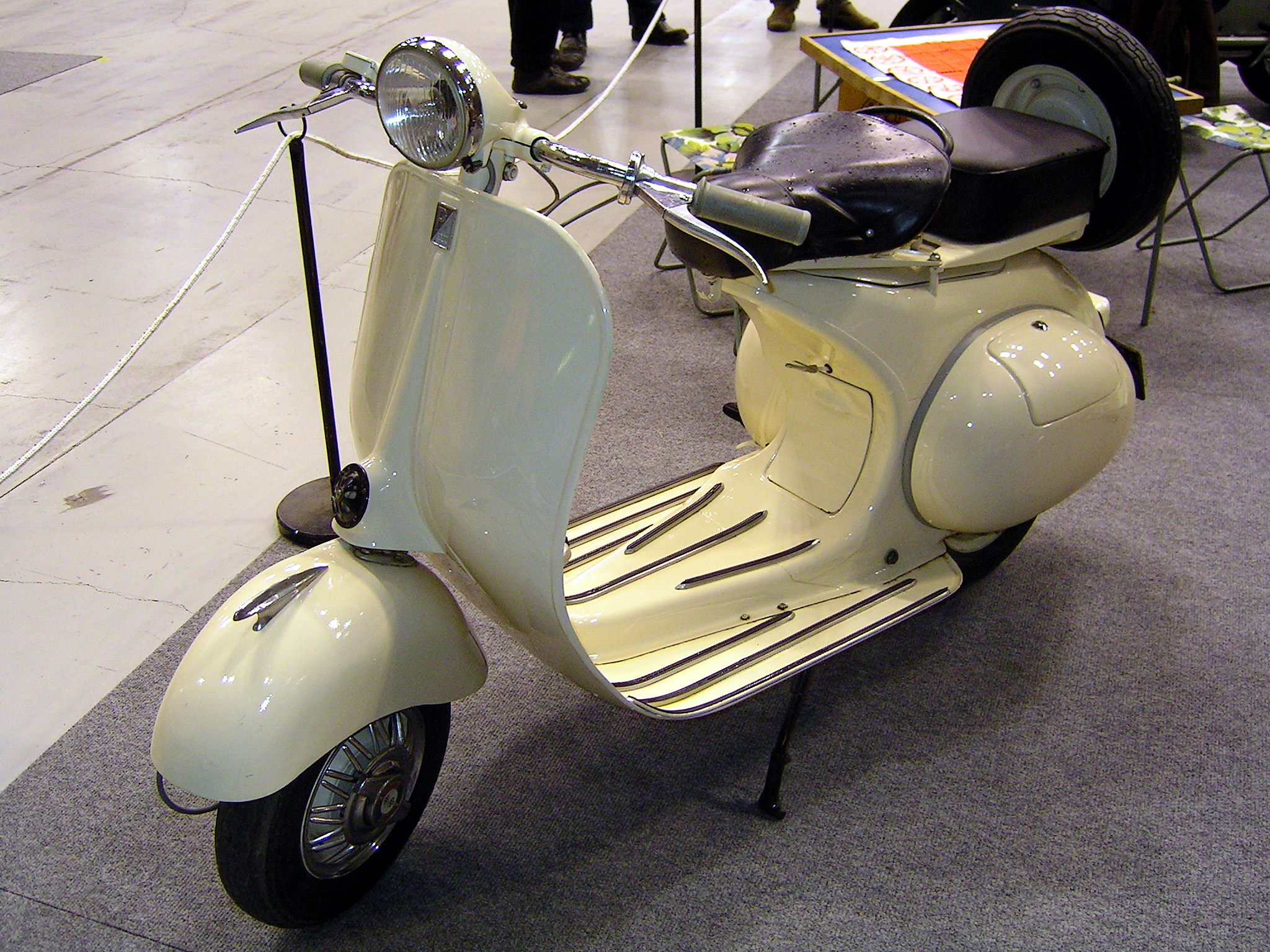
Scooter Vespa ACMA 125.
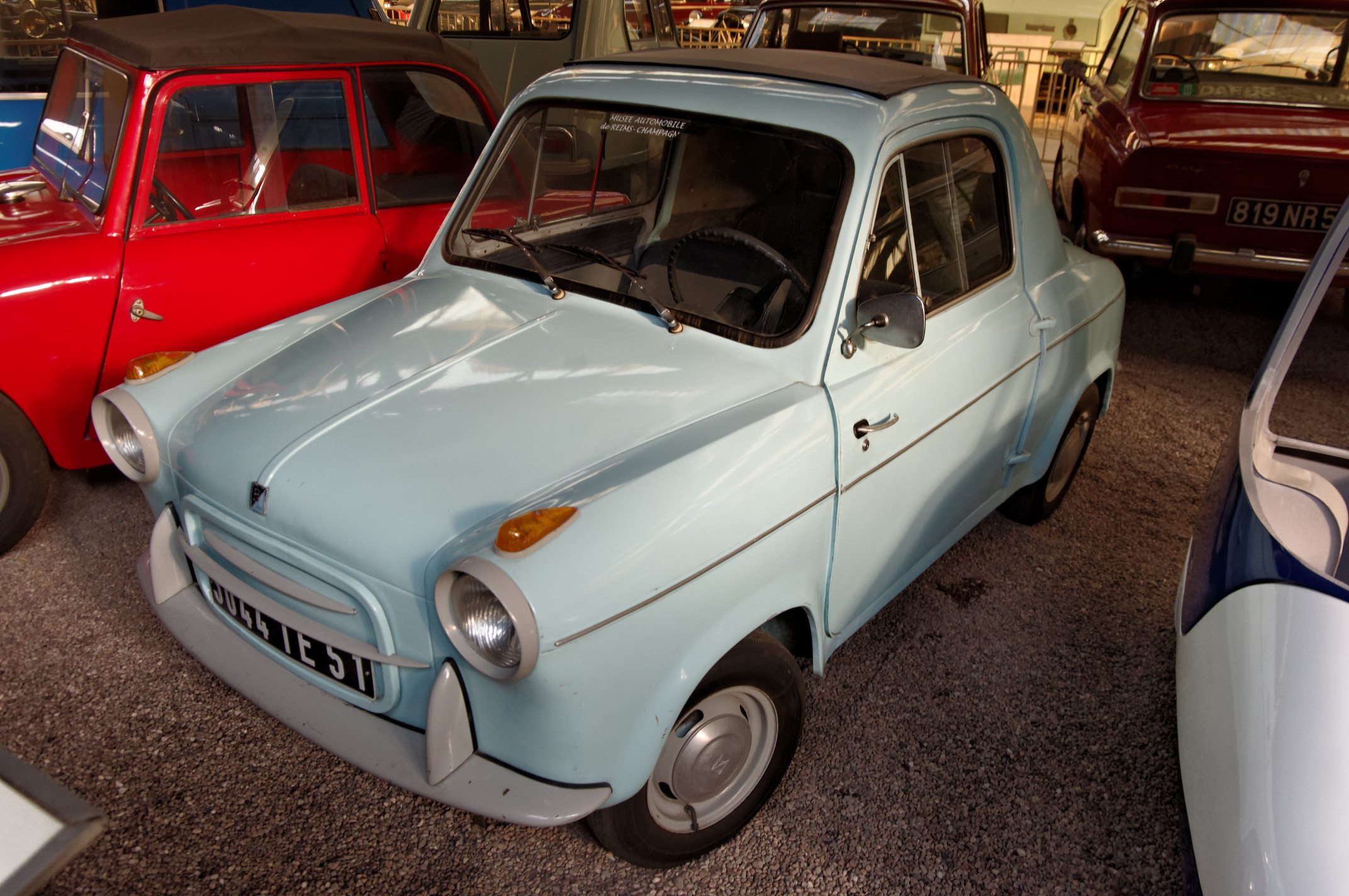
ACMA Vespa 400.
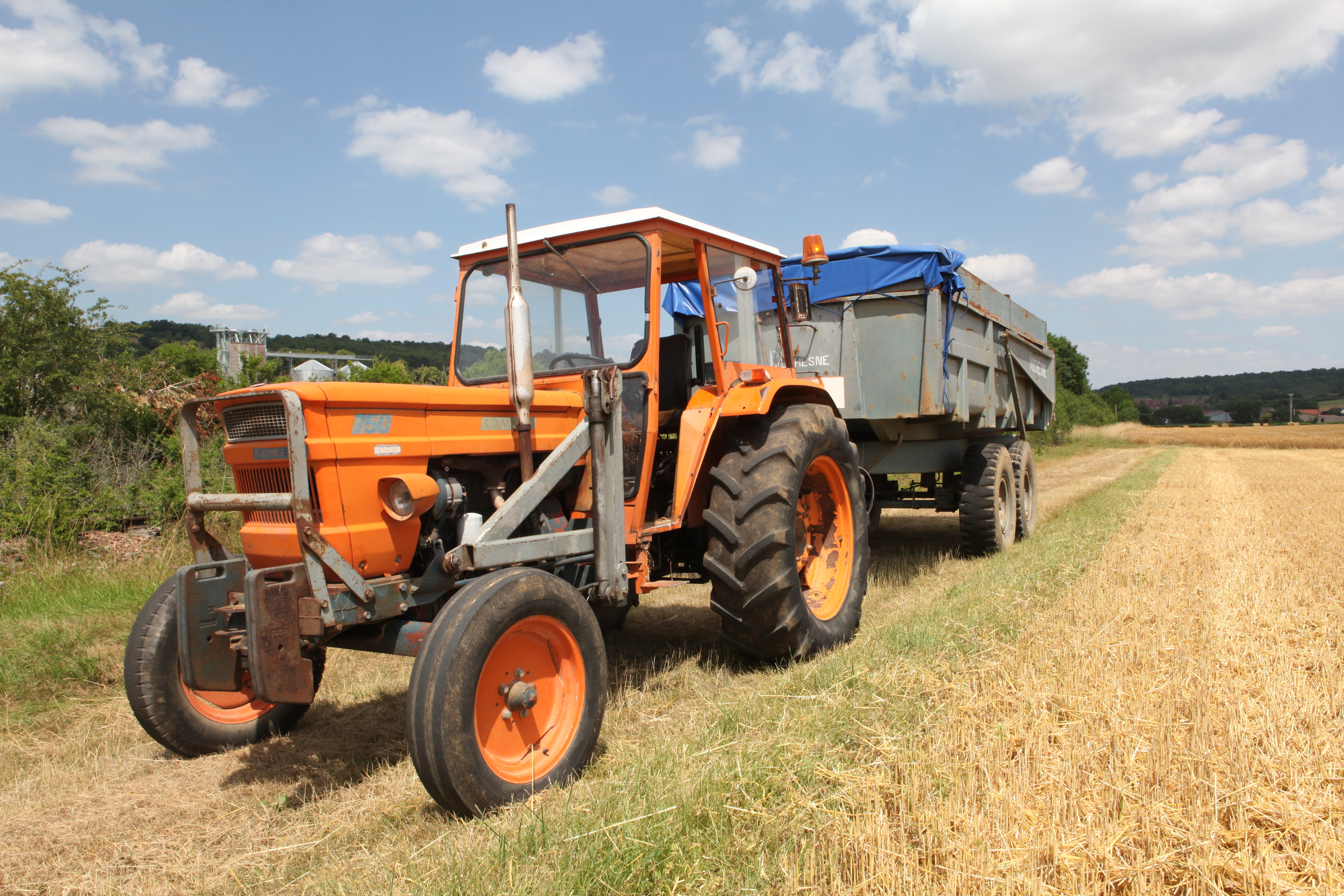
Tracteur Someca 750 attelé.
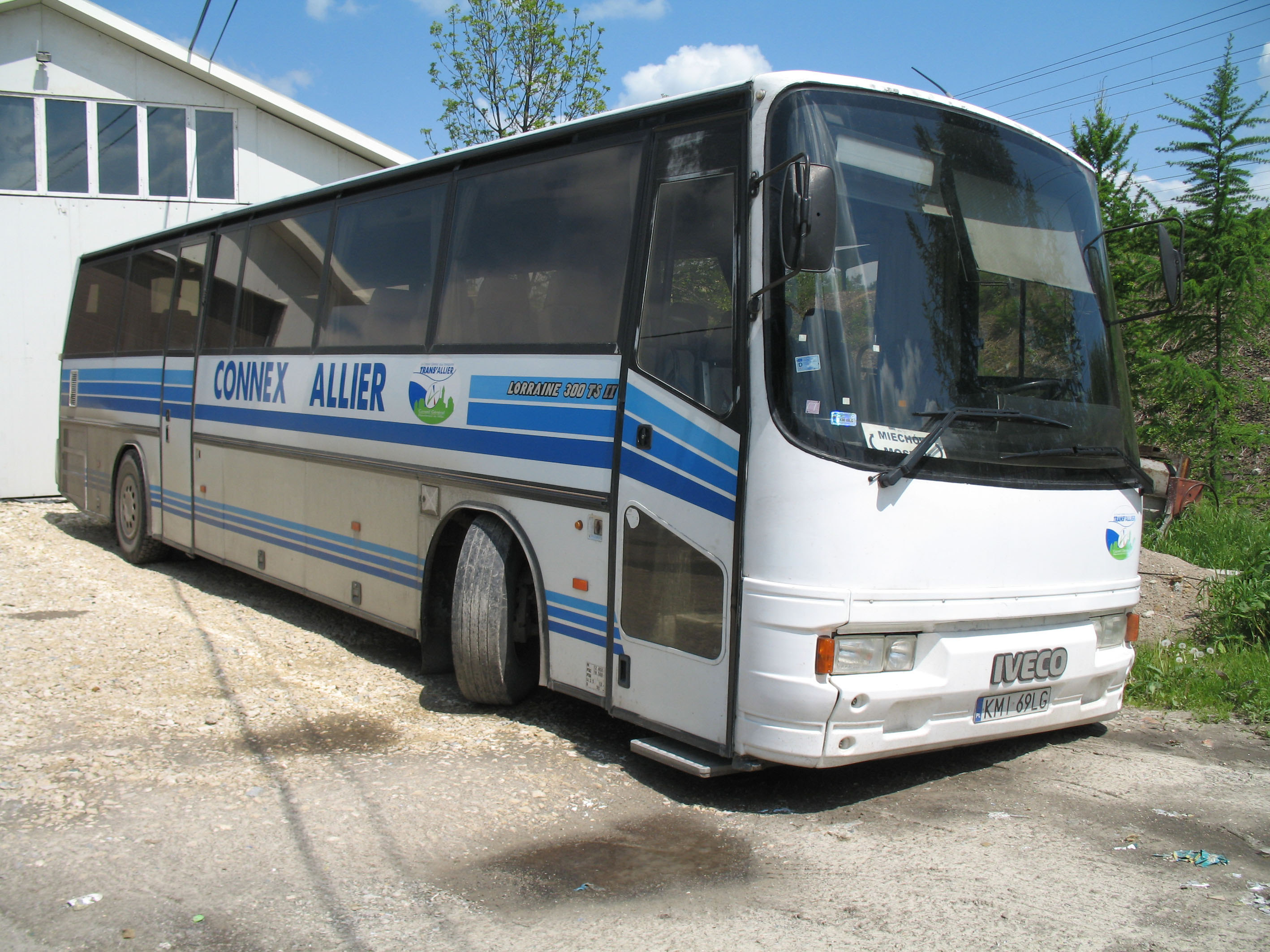
Car Iveco Lorraine, 2e série.

## Avenir incertain

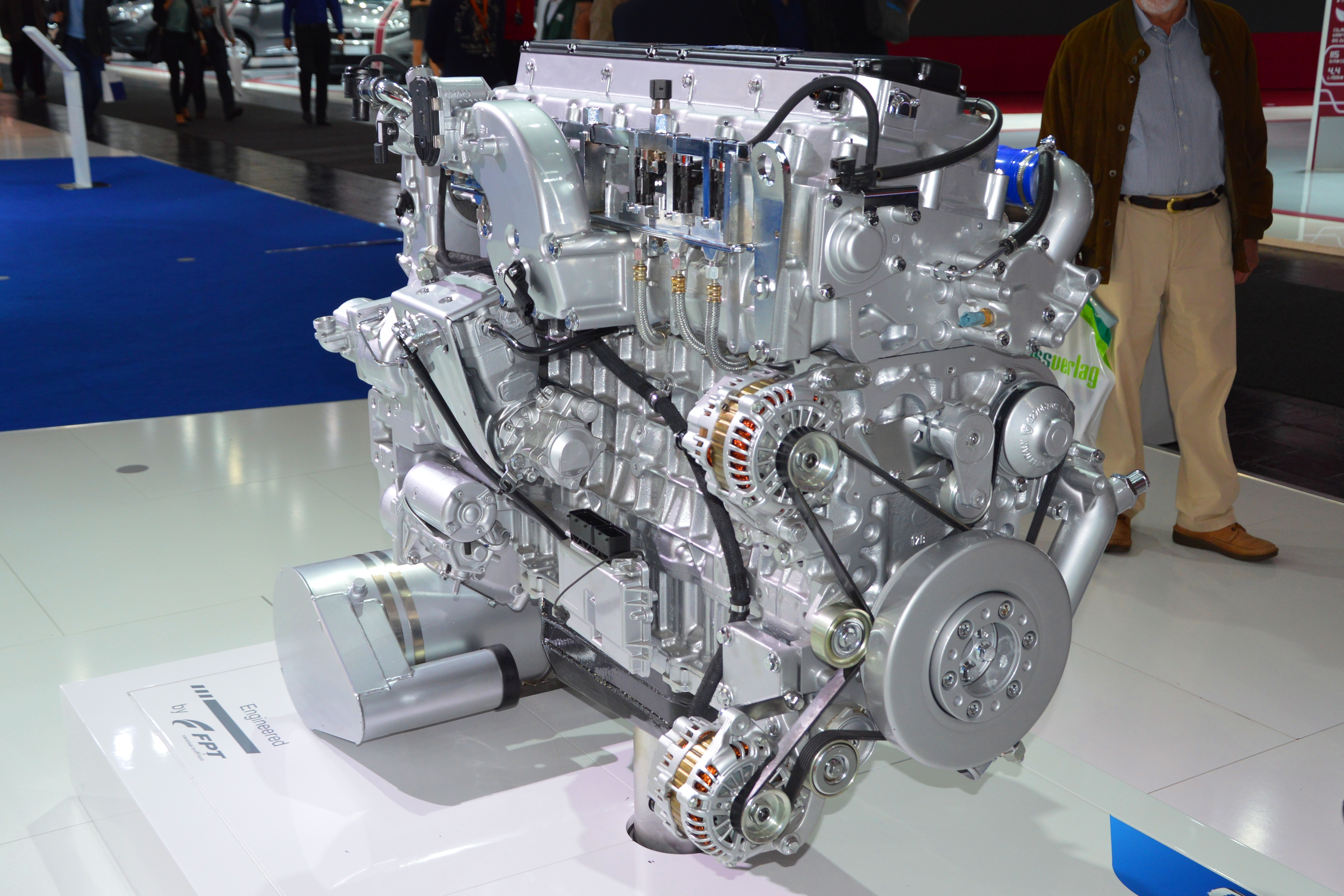
Bloc Iveco Cursor.

Les installations sont connues, du temps d'Iveco, sous le nom « Euromoteurs ».
Garchizy compte 135 salariés en 2013. Le site de Bourbon-Lancy, distant de 80 km, ne lui fait pas concurrence, étant en effet dédié à l'assemblage d'éléments neufs. Il existe au contraire une synergie entre les deux établissements. L'usine de Saône-et-Loire a ainsi accueilli par le passé du personnel nivernais, afin de résorber des épisodes de chômage partiel récurrents.
L'usine nivernaise est en effet sujette, depuis le milieu des années 2000, aux difficultés, qui affectent moins Bourbon.